# Korenica
Korenica je naselje u Lici i sjedište općine Plitvička Jezera u Ličko-senjskoj županiji. 
Naselje Korenica smjestilo se podno planinskog lanca Ličke Plješivice u Bijelom polju. U više dugačkoj nego širokoj dolini, kroz to polje prolazi istoimena rječica Korenica. Korenica je nastala i razvila se u obrambeno naselje podno srednjovjekovne utvrde Mrsinj-grad, koja je neko vrijeme bila sjedište Krbavske biskupije.

## Stanovništvo
| broj stanovnika | 1947  | 4628  | 4067  | 324   | 298   | 352   | 333   | 441   | 304   | 339   | 496   | 829   | 1299  | 1716  | 1570  | 1766  | 1563  |
|                 | 1857. | 1869. | 1880. | 1890. | 1900. | 1910. | 1921. | 1931. | 1948. | 1953. | 1961. | 1971. | 1981. | 1991. | 2001. | 2011. | 2021. |

### Popis 2011.
Po popisu stanovništva iz 2011. godine, općina Plitvička Jezera imala je 4373 stanovnika.
Nacionalni sastav stanovništva prema popisu iz 2011. bio je sljedeći:
- Hrvati – 3066 (70,11 %)
- Srbi – 1184 (27,08 %)

### Popis 2001.
Prema popisu stanovništva iz 2001. općina Plitvička Jezera imala je sljedeći sastav:
Samo naselje Korenica ima oko 3000 stanovnika od čega Hrvati broje oko 2600 stanovnika i 400 ostali.
- broj stanovnika općine Plitvička Jezera: 6293, od čega su Hrvati većinsko stanovništvo.

Nacionalni sastav stanovništva je:
- Hrvati – 4841 (76,92 %)
- Srbi – 1350 (21,45 %)
- (ostali) – 102 (1,63 %)[4]

### Popisi 1971. – 1991.
Do novog teritorijalnog ustrojstva Hrvatske, postojala je bivša velika općina Titova Korenica, sljedećeg etničkog sastava:
| godina popisa | ukupno | Srbi             | Hrvati         | Jugoslaveni    | ostali       |
| ------------- | ------ | ---------------- | -------------- | -------------- | ------------ |
| 1991.         | 11.393 | 8585 (75,35 %)   | 1996 (17,51 %) | 385 (3,37 %)   | 427 (3,74 %) |
| 1981.         | 12.261 | 8481 (69,17 %)   | 2311 (18,84 %) | 1300 (10,60 %) | 169 (1,37 %) |
| 1971.         | 14.637 | 11.112 (75,91 %) | 3009 (20,55 %) | 274 (1,87 %)   | 242 (1,65 %) |

### Korenica (naseljeno mjesto)
- 2011. – 1766
- 2001. – 1570
- 1991. – 1716 (Srbi – 1519, Jugoslaveni – 84, Hrvati – 49, ostali – 64)
- 1981. – 1299 (Srbi – 1113, Jugoslaveni – 115, Hrvati – 54, ostali – 17)
- 1971. – 829 (Srbi – 767, Hrvati – 42, Jugoslaveni – 12, ostali – 8)

## Povijest
Korenica je nastala i razvila se podno srednjovjekovne starohrvatske utvrde Mrsinj, koja je neko vrijeme bila sjedište Krbavske biskupije. Poznato je da je hrvatski ban porazio Osmansku vojsku kod potoka Korenice oko 1500. godine.
Popis stanovništva Like i Krbave iz 1712. bilježi da u Korenici živi 119 vlaških obitelji.
U Korenici se nalazi grob Ibrahima Sulejmana Bačića, paše s dva konjska repa (tursko odličje) koji je zajedno s jednim pristašom, zbog nemira u Turskoj 1831. prebjegao, te u listopadu iste godine umro.
Korenica je bila sjedište Koreničke kumpanije br. 6 koja je pripadala Otočkoj pukovniji Karlovačke vojne krajine.
Ministar unutarnjih poslova Federalne Države Hrvatske, Vicko Krstulović donio je 5. listopada 1945. odluku o promjeni naziva mjestu Korenica u Titova Korenica. Odluka je stupila na snagu 5. prosinca 1945. Prijašnji naziv vraćen je 25. srpnja 1996. odnosno 7. veljače 1997. godine.
Od 30. prosinca 1992. do 7. veljače 1997. postojale su na istome području sljedeće općine: Titova Korenica, Smoljanac i Udbina.
Velika prijeratna općina Korenica podijeljena je 1997. godine u 2 općine: Plitvička Jezera i Udbina.

## Poznate osobe
- Đorđe Rapajić, hrvatski glumac

- Maksimilijan Prica, hrvatski pravnik i političar, borac za sjedinjenje hrvatskih pokrajina i ministar

## Šport
- NK Lika '95 Korenica